# Skunkbotia
Skunkbotia (Yasuhikotakia morleti) är en sötvattenslevande fisk i familjen nissögefiskar som finns i Sydöstasien. Den är även en populär akvariefisk.

## Utseende
En långsträckt fisk som har en gulbrun kropp med några få mörka tvärstreck på sidorna och ett fåtal mörka fläckar på stjärtfenan. Ungfiskar kan ibland ha mer tydliga, men smala, tvärstrimmor på sidorna, men de bleknar när fiskarna blir äldre. Längden når upp till 10 cm.

## Vanor
Arten förekommer i stora till medelstora floder med en temperatur på  26°C - 30°C och en surhetsgrad på 6,0 till 8,0 pH. Den gömmer sig gärna i klippspringor, och kan även gräva ut gömslen under klippor och sjunkna trädstockar i områden med mjuk, sandig botten. Födan består av blötdjur och ryggradslösa bottendjur. Arten vandrar årligen, och kan gå upp i mindre vattendrag och ut på tillfälligt översvämmade områden.

## Utbredning
Skunkbotian finns i Thailand, Laos, Kambodja och Vietnam, framför allt i Mekongs och Chao Phrayas flodsystem.

## Akvariefisk
Arten är vanlig i akvariehandeln, även om majoriteten är odlade fiskar. Den behöver ett akvarium med mycket växtlighet, många gömställen och utan direkt ljus. Växterna bör planteras i krukor så fiskarna inte kan gräva upp dem. Gömslena bör inte ha några skarpa kanter som fiskarna kan skada sig på. De hoppar gärna, så akvariet bör ha ett tätslutande lock. Vattenkvaliteten är viktig, och vattnet bör därför bytas till mellan 30 och 50% veckovis.

### Foder
Som andra botier bör skunkbotian få både animaliskt och vegetabiliskt foder, som fjädermygglarver, tubifex, saltkräftor med mera, samt bitar av gurka, melon, squash, kokt spenat och dylikt. Den tar gärna snäckor, och kan användas för att hålla akvariet rent från sådana.